# Ferenc Ilyés

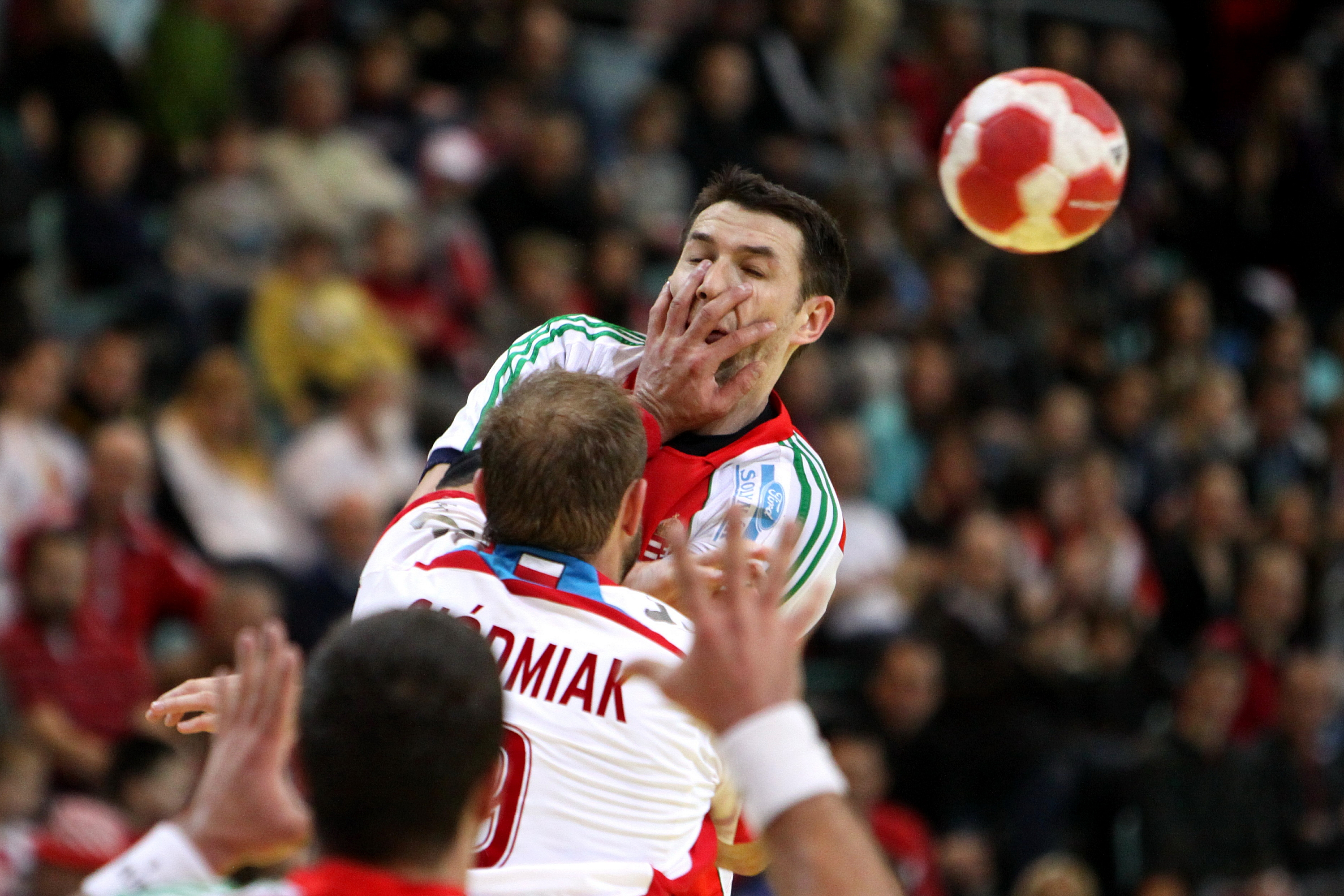
Ferenc Ilyés får en smäll i ansiktet av Artur Siódmiak, Polen, vid EM 2010.

Ferenc Ilyés, född 20 december 1981 i Odorheiu Secuiesc, Rumänien, är en ungersk tidigare handbollsspelare (vänsternia). Han spelade 229 landskamper och gjorde 502 mål för Ungerns landslag åren 2003–2019.

## Klubbar
- HC Odorheiu Secuiesc (1995–2000)
- SC Szeged (2000–2007)
  - →  Makói KC (lån, 2001–2002)
- Veszprém KC (2007–2009)
- TBV Lemgo (2009–2011)
- Veszprém KC (2011–2012)
- SPR Wisła Płock (2012–2013)
- SC Szeged (2013–2016)
- Tatabánya KC (2016–2021)